# Studios Inner Ear
Les Studios Inner Ear sont un studio d'enregistrement fondé par le musicien et producteur Don Zientara (en) à Arlington, en Virginie. Plusieurs groupes notables tels que Minor Threat, Fugazi ou Foo Fighters y ont enregistré.